# Macaco-japonês
O macaco-japonês ou macaco-do-japão (nome científico: Macaca fuscata) é um macaco da família dos cercopitecídeos, endêmico do sul do Japão. Tais animais habitam as florestas que estão localizadas acima de 1 500 metros de altitude. Possui duas subespécies, a M. f. fuscata e a M. f. yakui.
Dada a diminuição do número de espécimes e o progressivo cerceio da área dos respectivos habitats, o macaco japonês corre algum de risco de extinção, embora ainda apresente um estado de conservação pouco preocupante.

## Características
Tem uma altura média de 54 a 61 cm e pesam geralmente entre 8 e 13 kg.
Têm um focinho vermelho sem pelos, um traseiro também vermelho e uma cauda curta, medindo geralmente entre 8 e 10 cm. O pelo cinzento que cobre o seu corpo tem duas camadas isolantes, o que permite emergir de uma fonte de água quente e caminhar na neve sem sofrer de hipotermia.
Os dentes são praticamente iguais aos dentes humanos. Tem uma visão muito fraca, tridimensional, e uma audição apurada.

## Galeria

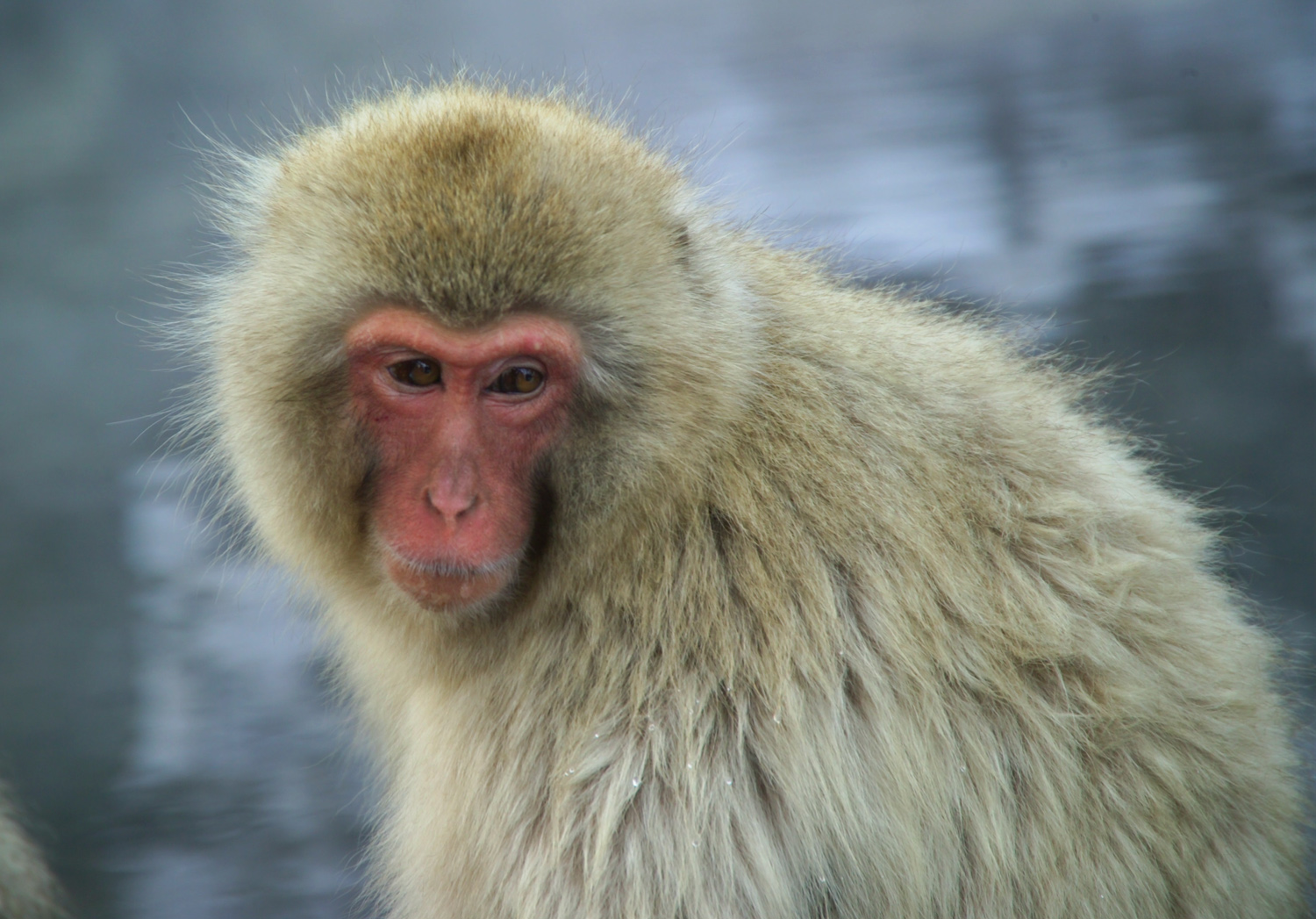
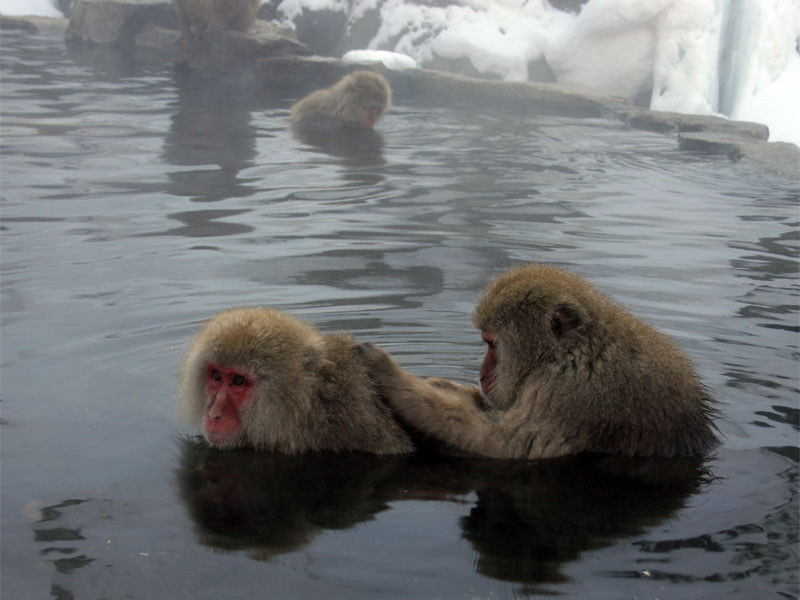